# Banyo
Banyo – miasto w Kamerunie, w Regionie Adamawa, stolica departamentu Mayo-Banya. Liczy około 42,5 tys. mieszkańców.
Przez miasto przebiega Droga Krajowa nr 6. W mieście znajduje się lokalne lotnisko.